# 의식 (1995년 영화)
《의식》(La Cérémonie)은 루스 렌들의 장편소설인 《활자 잔혹극》을 각색해 클로드 샤브롤이 감독한 프랑스의 범죄 스릴러 영화이다. 글자를 읽을 줄 모르는 하녀가 한 가정에 들어와 벌어지는 일을 다루고 있다. 상드린 보네르와 이자벨 위페르는 이 영화에서 주연을 맡아 베네치아 국제 영화제에서 여우주연상을 공동으로 받았다. 이외에도 장피에르 카셀과 재클린 비셋이 출연했다.

## 출연

### 주연
- 이자벨 위페르
- 상드린 보네르

### 조연
- 장 피에르 카셀
- 재클린 비셋
- 비에르지니 르도엔

## 기타
- 원작자: 루스 렌델
- 의상: 코린느 조리